# Тоничи
То́ничи (исп. Tónichi) — посёлок в Мексике, штат Сонора, входит в состав муниципалитета Сойопа. Численность населения, по данным переписи 2020 года, составила 280 человек.

## Общие сведения
Название Tónichi с  языка индейцев опата можно перевести как горячее место.
В начале XVII века миссионеры-иезуиты основали в поселении церковь для евангелизации местного населения.
Тоничи известен своими горячими источниками.